# Incino
Incino (Inscin in dialetto brianzolo) è una frazione geografica del comune italiano di Erba di cui costituisce la porzione meridionale del centro storico.

## Storia
Il toponimo lombardo Inscén e il corrispondente italiano Incino sono la naturale evoluzione del nome romanizzato del centro proto-urbano orobico, Licini forum, citato da Catone il Censore e da Plinio il Vecchio. 
Incino fu un antico comune del Milanese, capoluogo di pieve.
Nel 1441 Incino, con tutta la sua pieve, venne concesso in feudo dal duca di Milano Filippo Maria Visconti ai conti Dal Verme. Nel 1647 il comune con tutta la sua pieve, venne concesso in feudo ai conti Archinto, i quali vi mantennero i propri diritti feudali fino al decreto napoleonico del 1797. 
Registrato agli atti del 1751 insieme alle cascine di Villincino, Rogora e Ferrera come un villaggio di 443 abitanti, nel 1786 entrò per un quinquennio a far parte della Provincia di Como, per poi cambiare continuamente i riferimenti amministrativi nel 1791, nel 1797 e nel 1798, quando contava 512 residenti.
Portato definitivamente sotto Como nel 1801, alla proclamazione del Regno d'Italia nel 1805 risultava avere 603 abitanti. Nel 1809 il municipio fu soppresso su risultanza di un regio decreto di Napoleone che lo unì per la prima volta ad Erba, ma il Comune di Incino fu restaurato nel 1816 dagli austriaci dopo il loro ritorno. Nel 1853 risultò essere popolato da 959 anime, salite a 1058 nel 1871. Il censimento del 1901 registrò 2171 residenti, ma nel 1906 il governo decise la definitiva soppressione del municipio aggregandolo nuovamente ad Erba, ribattezzato per l'occasione Erba Incino, seguendo l'antico modello napoleonico.

## Sagra
La Sagra del Masigott è la tradizionale festa del quartiere di Incino che si svolge principalmente presso la Piazza del Mercato attigua a Piazza Sant'Eufemia dove ha sede l'omonima plebe, il sabato e la domenica della terza settimana del mese di ottobre. La Sagra ricorda storicamente lo spostamento della sede parrocchiale dalla chiesa di Sant'Eufemia alla Chiesa di Santa Maria Nascente. Durante i giorni di festa si può usufruire di un servizio ristorante con specialità locali, spettacoli e diversi eventi sportivi, come la famosa Cuccagna, e culturali.